# Poerbatjaraka
Poerbatjaraka (ur. 1 stycznia 1884 w Surakarcie, zm. 25 lipca 1964) – indonezyjski filolog, specjalista od literatury jawajskiej. 
W latach 1892–1900 kształcił się w Hollandsch-Inlandsche School w Surakarcie. W 1926 roku uzyskał doktorat na Uniwersytecie w Lejdzie (Holandia). 
W 1910 roku został zatrudniony w Museum Gadjah, a w latach 1930–1940 był kuratorem tego muzeum. W 1949 roku został profesorem uczelni Universitas Gadjah Mada. 
Wiedzę z zakresu filologii i archeologii posiadł jako samouk, a jego wczesne prace były krytykowane jako amatorskie i pozbawione ścisłości naukowej. Według badacza literatury jawajskiej Th. Pigeaud’a braki te zrekompensował bogatą znajomością literatury jawajskiej oraz ogółu zagadnień związanych z Jawajczykami. 